# Prick test
 (novembre 2019).

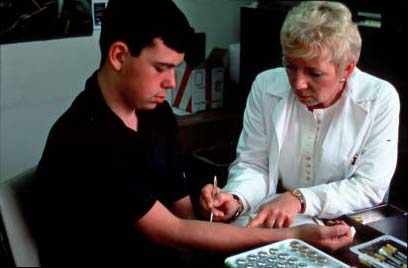
Un patient recevant un prick test par une médecin allergologue

Le prick test (ou skin prick test) est un test cutané explorant la sensibilisation à divers allergènes, médiée par des immunoglobulines E (IgE) spécifiques présentes à la surface des mastocytes. Il s'agit d'une méthode permettant le diagnostic médical des allergies, en provoquant une réaction allergique contrôlée de faible ampleur, de façon similaire à l'intradermoréaction. Le prick test est l'examen de première intention du bilan allergologique, il est plus sensible que le dosage des IgE sanguines. Il est peu douloureux mais doit être pratiqué par un médecin allergologue ou par du personnel formé par celui-ci.

## Précautions
Les patients doivent fournir la liste de leurs médicaments prescrits, car certaines substances peuvent interférer avec le test et produire des faux négatifs, ou augmenter le risque de réaction allergique sévère. Les médicaments antihistaminiques H1 et H2 doivent être interrompus, suivant les spécialités, 3 à 5 jours avant les tests ; le délai peut être plus long pour les antidépresseurs de type phénothiazine à longue demi-vie plasmatique et à activité antihistaminique (comme l'amitriptyline), pour le kétotifène et pour l’oxatomide (en). La corticothérapie par voie systémique abolit uniquement les réactions retardées. Il ne faut pas tester une zone où un traitement corticoïde local est appliqué (auquel cas un délai d'une semaine est nécessaire).
Le  test doit être pratiqué exclusivement sur une peau saine. Les affections dermatologiques comme l'eczéma, la dermatite atopique, le dermographisme ou les dermatoses bulleuses sont une contre-indication au prick test. L'examen doit être réalisé avec prudence chez les patients ayant des antécédents de choc anaphylactique, car ils présentent davantage de risque de réaction allergique sévère.

Prick test sur un avant-bras

## Technique
Le prick test consiste à faire pénétrer des allergènes dans l'épiderme, afin d'observer ou non la réponse d’hypersensibilité immédiate de l'individu, qui se manifeste par un érythème, une papule et un prurit. La peau est préalablement désinfectée et dégraissée avec une solution d'éthanol. Le test se pratique généralement sur la face antérieure de l'avant-bras (à 4 cm du pli du coude et du poignet), ou éventuellement sur le dos. Les gouttes de solution contenant l'allergène sont déposées sur la peau, à un intervalle de 2 cm entre elles pour éviter que les éventuelles réactions ne se superposent. En général, les emplacements des gouttes sont déterminés au préalable par un trait de stylo-bille et un numéro. Ensuite, l'allergène est introduit dans l'épiderme par une petite effraction de la couche cornée à l'aide d'une lancette ou d'un piqueur. Ces outils permettent de faire pénétrer une quantité reproductible de la solution d’allergènes, la pression doit être identique pour tous les tests. Une nouvelle lancette doit être utilisée à chaque nouvelle goutte d'allergène. En aucun cas la piqûre ne doit être trop profonde et atteindre le derme (sang visible).
La réaction immédiate apparaît 10 à 15 min après l'introduction de l'allergène dans l'épiderme, elle se manifeste par la triade de Lewis : érythème (rougeur), papule œdémateuse (gonflement) et prurit (démangeaison). La réaction est généralement peu voire pas douloureuse. Il est déconseillé de se gratter, car cela pourrait amplifier la réaction inflammatoire et fausser la lecture du test.

## Allergènes
Les allergènes testés au cours du prick test comprennent, :
- Deux contrôles nécessaires pour interpréter le test : un témoin positif à l'histamine pure (10 mg/mL) et un témoin négatif au diluant utilisé pour le test.
- Une batterie standard de pneumallergènes fréquents, réalisée de façon systématique : les excrétions des acariens Dermatophagoides pteronyssinus et farinae, les moisissures Alternaria sp. et Cladosporium sp., le calyx de la blatte germanique, les phanères d'animaux domestiques (chats, chiens et accessoirement chevaux), les pollens d'arbres, de graminées et d'herbacées et le latex.
- Des pneumallergènes saisonniers à adapter en fonction de la zone géographique, par exemple : le pollen des cupressacées (cyprès, genévrier) dans le pourtour méditerranéen, des bétulacées (bouleau, aulne, noisetier) dans la moitié nord et est de la France, d'ambroisie dans la vallée du Rhône, de pariétaire en Provence et Côte d’Azur, etc.
- Des allergènes supplémentaires suspectés à l'interrogatoire, par exemple : d'autres moisissures comme Aspergillus sp., Penicillium sp., Botrytis cinerea (notamment chez les travailleurs du vin), phanères d'autres animaux comme les hamsters, les souris ou les lapins, etc.

## Interprétation
La lecture du prick test est réalisée au bout de 10 à 20 min. La taille de la papule (et non de l'érythème) est mesurée, on retient la moyenne de son plus grand diamètre et du diamètre perpendiculaire. L'appréciation de la positivité du prick test doit se faire par rapport aux témoins positif et négatif. La négativité du témoin positif à l'histamine doit faire rechercher la cause d'une anergie cutanée, tandis que la positivité du témoin négatif doit faire rechercher un dermographisme.
Une papule est considérée comme positive si elle a un diamètre supérieur à 3 mm par rapport au témoin négatif (qui est en général totalement négatif) ou si elle a un diamètre supérieur à 50 % du témoin positif. Les erreurs d'interprétation peuvent provenir de gouttes trop rapprochées (superposition), d'induction de saignements (faux positifs), d'épiderme insuffisamment égratigné (faux négatifs), de mauvais extraits d'allergènes ou d'un non-respect des précautions sus-mentionnées.
L'âge et l'état général peuvent altérer la réactivité cutanée. Celle-ci est diminuée en dessous de l’âge de 5 ans et chez le sujet âgé, mais les tests sont faisables dès l’âge de 3 mois. Les tests doivent être répétés chez les petits enfants, raisonnablement tous les 2 ans (jusqu'à 6 ans en général), car ils peuvent acquérir de nouvelles sensibilisations avec l’âge ou lors d’exposition à de nouveaux allergènes.
Attention : un test positif traduit la présence d'une sensibilisation à l'allergène concerné, et il ne faut pas immédiatement conclure qu'il s'agit d'une allergie. Le prick test ne peut être interprété que par un médecin allergologue, qui prendra en compte l'ensemble des éléments de l'interrogatoire et du bilan allergologique pour identifier le ou les allergènes en cause dans la pathologie. Le médecin pourra notamment s'aider d'un dosage des IgE sanguines, a fortiori en cas de contre-indication au prick test, en cas de discordance entre les résultats du test et les symptômes présentés par le patient ou en cas de test non-interprétable.